# Ayumi Fujimura
Ayumi Fujimura (藤村 歩?, Fujimura Ayumi; Tokyo, 3 settembre 1982) è una doppiatrice giapponese affiliata alla Ken Production. Dal primo aprile 2019 si è ritirata dal mondo del doppiaggio.

## Ruoli
I ruoli più importanti sono evidenziati in grassetto.

### Anime
2004
- Bleach (arrancar femmina (ep 213), Katen Kyokotsu (saga Zanpakuto), moglie di Koga (ep 250), Tobiume (saga Zanpakuto), donna (ep 260))

2005
- Kotenkotenko (fata)

2006
- Nana (donna)
- Nishi no yoki majo - Astraea Testament (Marie Oset)
- Muteki kanban musume (bambina 1 (ep 1), studentessa (ep 4), Pink Star (ep 3), commessa (ep 5)
- Koi suru tenshi Angelique (ragazza (ep 1))
- Kemonozume (ragazza (ep 2), Shokujinki B (ep 9))
- Asatte no hōkō (Karada Iokawa)
- Tenpō ibun ayakashi Ayashi (figlia)
- Jigoku shōjo futakomori (Takuma Kurebayashi)
- Bartender (Miwa Kurushima)

2007
- Gakuen utopia Manabi straight! (membro Futsal (ep 8))
- Nodame Cantabile (assistente di volo (ep 1), Minako Momodaira (da giovane), Yuki Inoue)
- Hayate the Combat Butler (Chiharu Harukaze)
- Tōka Gettan (Nene Midou)
- Over Drive (sorella di Mikoto, Masaro)
- Shinkyoku sōkai Polyphonica (Suzuna)
- Bakugan - Battle Brawlers (Tsuyoshi, Shirutisu)
- Il nostro gioco (reporter)
- Kaze no stigma (Ayano Kannagi)
- Potemayo (Mimi Hachiya)
- Suteki tantei labyrinth (Chiharu)
- Clannad (studentessa (ep 6))
- Shakugan no Shana II (Second) (Kimiko Nakamura)
- Sei in arresto! Full Throttle (???)
- Shugo Chara! (Yuki Hatoba)
- Ghost Hound (studentessa delle scuole elementari A (ep 14), studentessa (ep 5), studente più piccolo B (ep 17))

2008
- Shigofumi: Stories of Last Letter (donna (ep 2))
- Il lungo viaggio di Porfi (Mina)
- Aria - The Origination (figlia (ep 1))
- Yattaman (Hirari)
- Allison to Lillia (soldato (ep 5))
- Blassreiter (Lulu)
- Nabari (Raimei Shimizu)
- Zettai karen children (Naomi Umegae)
- Kaiba (Ed)
- Golgo 13 (Natalie)
- Kyōran kazoku nikki (Kyōka Midarezaki)
- Ikki Tōsen: Great Guardians (Chō Shōshifu)
- Tetsuwan Birdy: Decode (Ryoko Nagatani)
- World Destruction ~Michibikareshi ishi~ (Lowen)
- Natsume degli spiriti (studentessa del liceo (ep 9), fidanzata (ep 8), studente (ep 4), Takashi Natsumi)
- Noramimi (Muimui)
- Ken il guerriero: la leggenda di Raoul il dominatore del cielo (Shimoto)
- Shugo Chara!! Doki— (Mimori Morino)

2009
- Asu no Yoichi! (venditrice)
- Kōkaku no Regios (Countia Varmon Faness (eps 1, 23-24), segretaria A (10 episodes), dipendente (ep 4), cameriera (ep 5))
- Kupu!! Mamegoma! (Akane Mamegawa)
- Examurai Sengoku (Tsuzumi)
- MAJOR (annunciatrice)
- Pandora Hearts (gatto bianco)
- Basquash! (Aurora Skybloom)
- Queen's Blade: rurō no senshi (imperatore Hinomoto)
- Slap Up Party -Arad Senki-
- Hayate the Combat Butler!! (Chiharu Harukaze)
- Mazinger Edition Z: The Impact! (Shirō Kabuto)
- First Love Limited. (Nao Chikura)
- Aoi Hana (Yoshie Manjome)
- Taishō yakyū musume. (Noriko Owari)
- Yoku wakaru gendai mahō (Katamari, Mayuri Anehara)
- Shugo Chara! Party! (Yuka)
- Tegami bachi (Niche)
- The Sacred Blacksmith (Cecily Cambell)
- Yumeiro Pâtissière (Azuki Tachibana)

2010
- Ladies versus Butlers! (Mitsuru Sanke)
- The Qwaser of Stigmata (Mafuyu Oribe)
- Hanamaru yōchien (Ryōta)
- Ikki Tōsen: Xtreme Xecutor (Shifu Choushou)
- Maid-sama! (Misaki Ayuzawa)
- Mayoi Neko Overrun! (sorella reale)
- Uragiri wa boku no namae o shitteiru (Hotsuma da giovane)
- Sekirei ~Pure Engagement~ (Namiji)
- Highschool of the Dead (reporter (ep 6))
- Panty & Stocking with Garterbelt (Kneesocks)
- Bakuman. (Aiko Iwase)
- Tegami bachi REVERSE (Niche)
- Psychic Detective Yakumo (Haruka Ozawa)
- Shinryaku! Ika Musume (Eiko Aizawa)
- Eppur... la città si muove! (coordinatrice di classe)
- Toaru majutsu no index II (Seiri Fukiyose)
- Magic Kaito (Aoko Nakamori)

2011
- Pretty Rhythm Aurora Dream (Yuri)
- Lotte no omocha! (Griselda "Zelda" Reginhard)
- The Qwaser of Stigmata II (Mafuyu Oribe)
- Blue Exorcist (Yukio Okumura da giovane)
- Inazuma Eleven GO (Kageyama Hikaru)
- Shinryaku?! Ika Musume (Eiko Aizawa)
- Bakuman. 2 (Aiko Iwase)
- Shakugan no Shana III (Kimiko Nakamura)
- Chibi Devi! (signora Ito, Pepe, Ryu, zia Rikako)

2012
- Aquarion Evol (MIX)
- Rinne no Lagrange (Ayane Iwa, Haruka Uehara)
- Ozuma (Mimei)
- Zetman (Mayu Hashimoto)
- Mysterious Girlfriend X (Ryōko Suwano)
- Eureka Seven AO (Maggie Kwan)
- Inazuma Eleven GO Chrono Stones (Norihito Kurama, Okatsu)
- Muv-Luv Alternative: Total Eclipse (Aki Iwami)
- Upotte!! (Emten)
- Koi to Senkyo to Chocolate (Kii Monzen'naka)
- Hayate the Combat Butler: Can't Take My Eyes Off You (Chiharu Harukaze)
- Sakura-sō no pet na kanojo (Saori Himemiya)
- Bakuman. 3 (Aiko Iwase)
- Psycho-Pass (MC (ep 9), reporter (ep 17))

2013
- Hunter × Hunter (Neferpitou)
- Danchi Tomoo (Keiko Kamakura)
- Dokidoki! Pretty Cure (Kyouda)
- Suisei no Gargantia (Striker)
- Hayate the Combat Butler! Cuties (Chiharu Harukaze)
- Kill la Kill (Mataro Mankanshoku e Rei Hououmaru)
- Gingitsune (Haru)
- Inazuma Eleven GO Galaxy (Rodan Gasgus)

2014
- Le bizzarre avventure di JoJo: Stardust Crusaders (Jean Pierre Polnareff (bambino))
- Saki: zenkoku-hen (Murakichi Misaki)
- Doraemon (Pita)
- Buddy Complex (Lene Kleinbeck)
- Hero Bank (Sen Tatsuzato)
- Buddy Complex: kanketsu-hen ano sora ni kaeru mirai de (Lene Kleinbeck)
- HappinessCharge Pretty Cure! (Kazumi)
- Rokujyōma no shinryakusha!? (Direttore)
- Free! Eternal Summer (Hayato Shigino)
- Rail Wars! (Alice Kuji)
- Shingeki no Bahamut: Genesis (Gabriel)
- Inō-battle wa nichijō-kei no naka de (Hitomi Saito)
- Pokémon XY (Eclair)

2015
- Isuca (Isuca)
- The Rolling Girls (Masami Utoku)

2016
- Norn9 (Koharu)

### OAV
- Shakugan no Shana tokubetsuhen: koi to onsen no kougai gakushuu! (2006) (Kimiko Nakamura)
- Mobile Suit Gundam Unicorn (2010) (Audrey Burne)
- Lotte no omocha! (2011) (Griselda "Zelda" Reginhard)
- Rinne no Lagrange: Kamogawa days (2012) (Haruka Uehara)
- Chūnibyō demo koi ga shitai! Lite (2012) (Tomo-chan)
- Chūnibyō demo koi ga shitai! Ren Lite (2014) (Tomo-chan)

### Drama-CD
- Café Latte Rhapsody (Ichikawa)

### Film
- Naruto Shippuden - L'esercito fantasma (2007) (Shion)
- Space Battleship Yamato: Resurrection (2009) (Miyuki Kodai)
- Hayate the Combat Butler! Heaven Is a Place on Earth (2011) (Chiharu Harukaze)
- The Mystical Laws (2012) (Leika Chan)
- Garo: Divine Flame (2016) (Rita)

### Videogiochi
2004
- Suikoden IV (Frederica)

2007
- Shoukan Shoujo: Elemental Girl Calling (Chakoru, Robin, Mel)

2008
- Aoi Shiro (Kyan Migiwa)
- Luminous Arc 2 Will (Erishia)
- Asaki, Yumemishi (Koku, Miku)
- Zettai karen children DS: dai-4 no children (Naomi Umegae)
- Tetsudō Musume DS ～Terminal Memory～ (Arisu Kuji)

2009
- Boku no Natsuyasumi 4 (principessa Tomoko)
- Kidō Senshi Gundam: Senki Record U.C. 0081 (Figline Isuteru)
- Rune Factory 3 (Marion)
- Queen's Blade: Spiral Chaos (Harpy)
- Final Fantasy XIII (Cocoon Citizens)

2010
- Super Street Fighter IV (Ibuki)
- Tsuyokiss (PSP) (Serebu Tachibana)

2011
- The Legend of Zelda: Skyward Sword (Fi)

2012
- Street Fighter X Tekken (Ibuki)
- Generation of Chaos 6 (Olivia)
- Under Night In-Birth (Yuzuriha)
- Koi to Senkyo to Chocolate (Kii Monzennaka)

2013
- Z/X Zekkai no Seisen (Natalia Cambiasso)
- Norn9 (Koharu)
- The Last of Us (Sarah)
- BlazBlue: Chrono Phantasma (Konoe A. Mercury/Nine)
- Majo to hyakkihei (Visco)
- Arcadia no senhime (Luise)
- The Legend of Zelda: A Link Between Worlds (Principessa Zelda, voci addizionali)

2014
- Granblue Fantasy (Head Priestess, Isabella, Korwa)
- NAtURAL DOCtRINE (Ernestine)
- Croixleur Sigma (Francesca Storaro)
- Hyrule Warriors (Fi)

2015
- Resident Evil: Revelations 2 (Moira Burton)
- BlazBlue: Central Fiction (Konoe A. Mercury/Nine the Phantom)

2016
- Street Fighter V (Ibuki)
- The King of Fighters XIV (Zarina)

2017
- Valkyria Revolution (Miranda Vilfort)
- ARMS (Mechanica)

2018
- BlazBlue: Cross Tag Battle (Konoe A. Mercury/Nine the Phantom, Yuzuriha)
- SNK Heroines: Tag Team Frenzy (Zarina)
- Dragalia Lost (Aeleen, Vida)
- Super Smash Bros. Ultimate (Principessa Zelda, Sheik)

2019
- One Piece: World Seeker (Jeanne)
- Kill la Kill IF (Rei Hououmaru)
- Arknights (Savage, Rope)

### Altri
- L'arte di cavarsela (Sally Howe)
- The Batman (Amber/Vulture)
- Che fine hanno fatto i Morgan? (Jackie Drake)
- Harry's Law (Jenna Backstrom)
- Harry Potter e il principe mezzosangue (Katie Bell)
- Viaggio nell'isola misteriosa (Kailani)
- Milo su Marte (Ki)
- I pinguini di Madagascar (Marlene)
- Tutti insieme appassionatamente (Liesl von Trapp) (edizione DVD)